# Mariä-Tempelgang-Kirche (Sviloš)

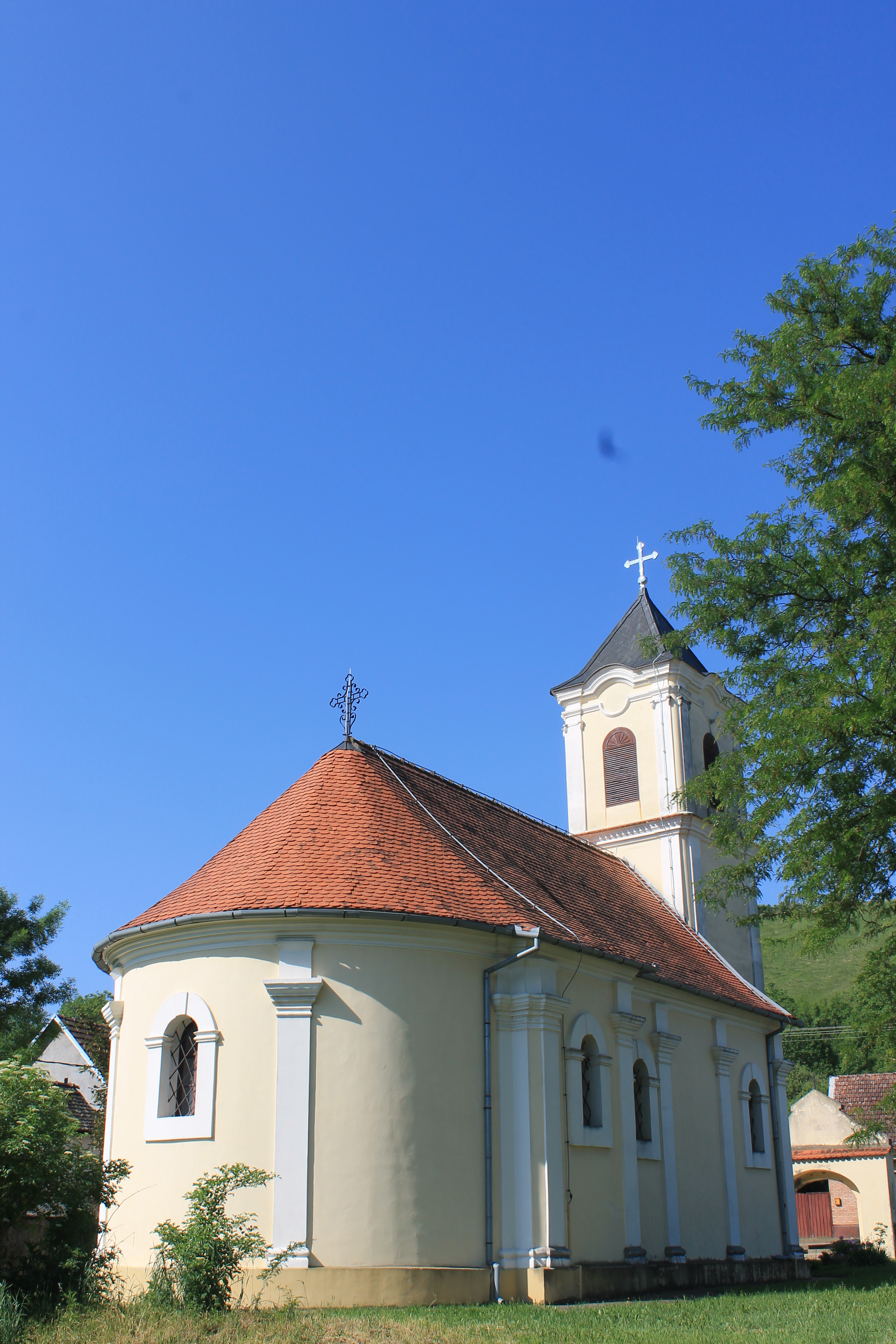
Ostansicht der Mariä-Tempelgang-Kirche in Sviloš

Die Mariä-Tempelgang-Kirche (serbisch: Црква Ваведења Пресвете Богородице, Crkva Vavedenja Presvete Bogorodice) im Dorf Sviloš, in der Opština Beočin, ist eine serbisch-orthodoxe Kirche in der nordserbischen autonomen Provinz Vojvodina.
Das Ende des 18. Jahrhunderts erbaute Kirchengebäude ist mit dem Patrozinium Mariä Tempelgang versehen und ist Pfarrkirche der Pfarrei Sviloš im Dekanat Podunavsko, der Eparchie Srem der Serbisch-Orthodoxen Kirche.
Als unbewegliches Kulturgut besitzt die Kirche den Status eines Kulturdenkmals und steht unter staatlichem Schutz.

## Lage
Sviloš gehört zur Opština Beočin, die administrativ dem Okrug Južna Bačka angehört, sich jedoch in der Landschaft des Srem befindet. Das Dorf befindet sich an den Nordhängen der Fruška Gora.
Das Gotteshaus steht im Dorfzentrum an der Straße Ulica Jugoslovenske narodne armije. Die genaue Adresse der Kirche lautet Ulica Jugoslovenske narodne armije Nr. 112. Östlich der Kirche fließt der Bach Luke durch das Dorf.
Neben der Kirche befindet sich ein Fußballplatz. Auch die Dorfgrundschule Nikola Tesla, der Tschardak der Familie Bošković aus dem Jahr 1916 und das Denkmal für die im Zweiten Weltkrieg gefallenen jugoslawischen Partisanen und Zivilisten stehen unweit der Kirche. Im teilweise ummauerten Kirchhof mit einem großen Eingangsportal an der Westseite stehen neben der Kirche auch Bäume. Einer der Mauersteine mit einer Inschrift stammt aus dem 16. Jahrhundert. 

## Geschichte

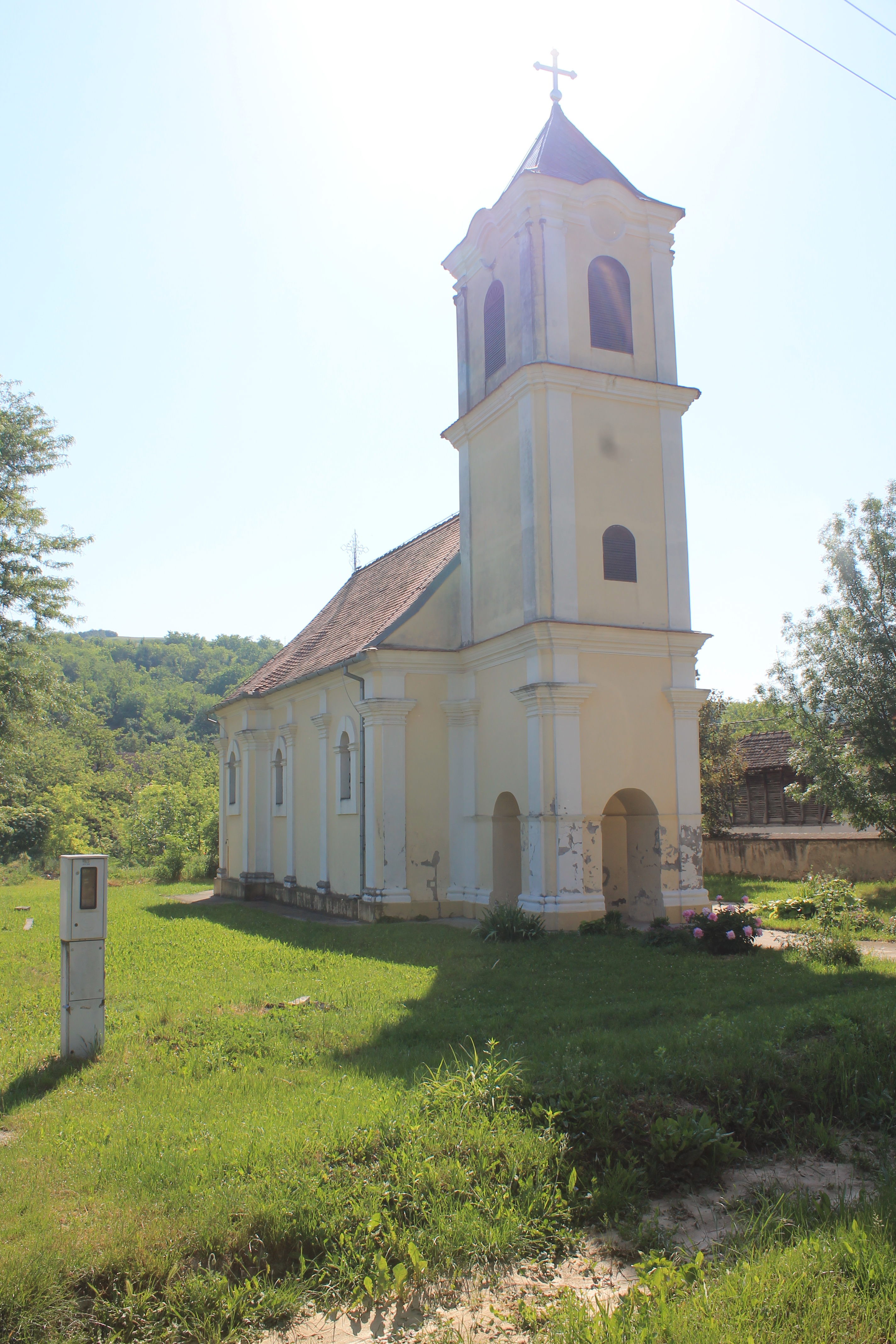
Westfassade der Kirche

Die Mariä-Tempelgang-Kirche wurde nach Angaben des Schematismus von 1884 am Ende des neunten Jahrzehnts des 18. Jahrhunderts erbaut. Zwischen 1809 und 1812 wurden die Kirchenregister und Kirchenbücher eingeführt.
Die Ikonen der Ikonostase wurden 1855 vom Maler Matej Petrović aus Novi Sad gemalt, während die Holzschnitzereien und die Vergoldung von Sava Ljubinković, zur Zeit des Kaisers Franz Joseph I., seiner Heiligkeit dem serbischen Patriarchen und Metropoliten und Erzbischof von Karlovci, Josif, dem Erzpriester Pavle Nikolić, dem Pfarrverwalter Dimitrije Popović und dem Dorffürsten Spasoja Vuković, angefertigt wurden. Über der Tür zum Kirchturm befindet sich eine Gedenktafel mit Daten der Bemalung der Ikonostase durch den Maler Petrović.
Die zentrale Komposition der Ikonostase stellt die Darstellung der Hl. Dreifaltigkeit dar, während sich darum der sogenannte Zyklus der großen kirchlichen Feiertage erstreckt. Auf dem Bischofsthron ist der junge Christus dargestellt, der im Jerusalemer Tempel spricht.
Am dem 6. Dezember 2005 wurde die Kirche zum Kulturdenkmal erklärt. Am 29. Oktober 2023 hielt der Bischof der Eparchie Srem, Vasilije, mit der Assistenz mehrerer Geistlicher und dem Dasein vieler Gläubiger, die hierarchische Liturgie in der Kirche.

## Architektur

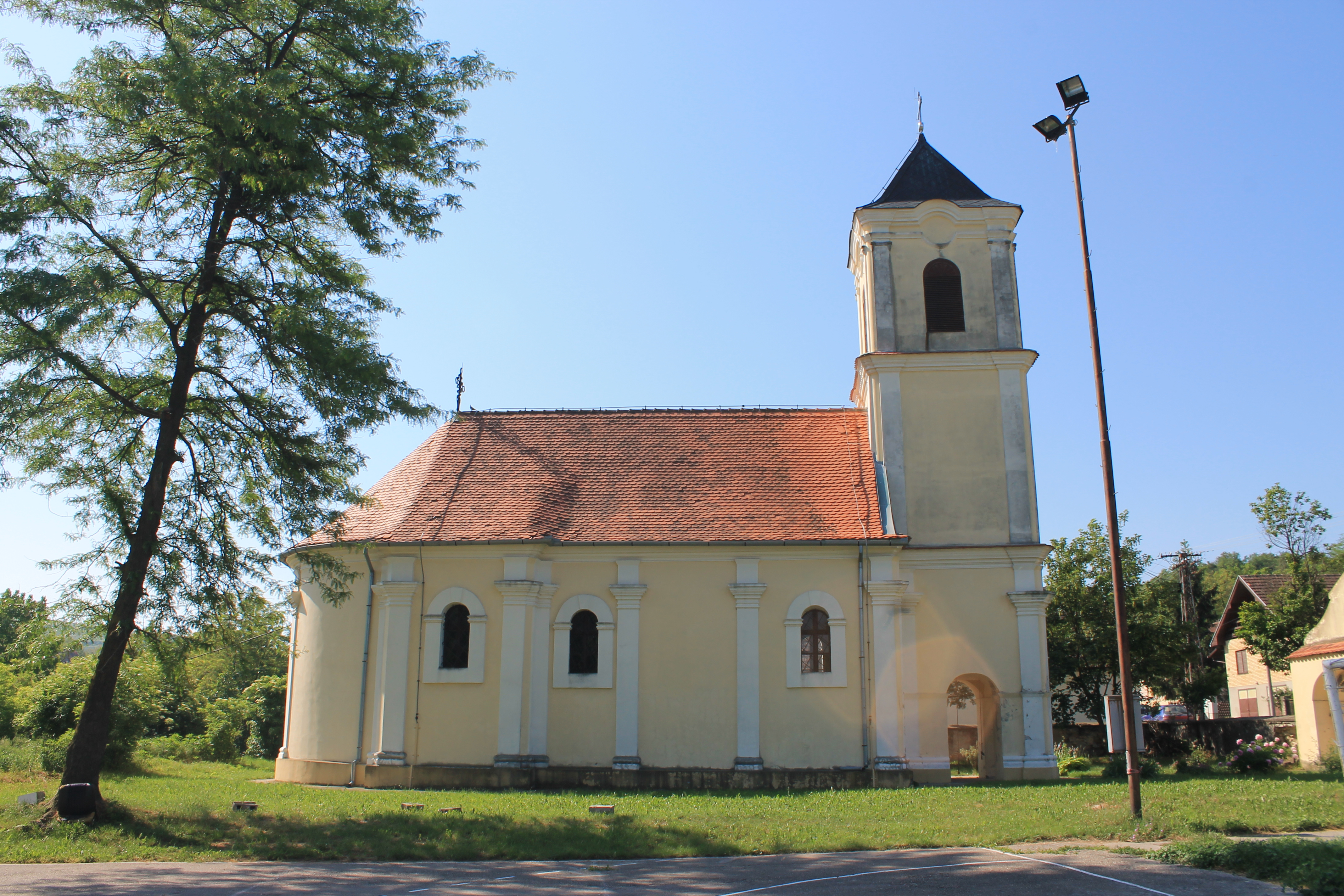
Nordfassade der Kirche

Das einschiffige Kirchengebäude mit einem rechteckigen Grundriss, ist mit einer halbrunden Altar-Apsis im Osten, flachen Seitenchören und einem Narthex mitsamt einem an die Westfassade angebauten hohen Kirchturm mit einem quadratischem Grundriss, im Stil des Klassizismus erbaut worden.
Die Fassaden sind einfach gegliedert: horizontal durch einen niedrigen Sockel und ein profiliertes Dachgesims, vertikal durch eine Pilasterreihe mit einfachen Kapitellen. Auch gehören Bogenfenster zur Außendekoration der Kirche.
Der Haupteingang der Kirche befindet sich an der Westfassade, in einer Vorhalle mit großen Rundbogen, über dem sich der Kirchturm erhebt. Auch gibt es einen Nebeneingang an der Südseite und einen von außen vermauerten Eingang an der Nordseite. Die Kirche besitzt zwei Kirchenkreuze, eines auf der Spitze des Kirchturmes und das andere am Ostende des Naos.
Das Kircheninnere wird von der hohen, prächtigen, hölzernen, reich verzierten, mehrstöckigen und mehrtürigen Ikonostase mitsamt Ikonen, im Stil des Klassizismus dominiert. Im Kircheninnenraum befinden sich zudem der Gottesmutter- und Bischofsthron, Kronleuchter, verziertes Chorgestühl, Wandikonen, Kirchentische und dekorierte Chorständer. 
Die Kirche verfügt im westlichen Kirchenschiff, über einen kleinen hölzernen Balkon, der zum Kirchturm führt. Die Kirchenwände sind mit vielen floralen Ornamenten und Wandmalereien von Heiligen geschmückt. Das Gewölbe ist mit einem Firmament dekoriert. Die Wandmalereien sind derzeit in einem schlechten Zustand.